# Лыловщина
Лыловщина — деревня в Иркутском районе Иркутской области России. Входит в состав Ширяевского муниципального образования.

## География
Деревня находится на расстоянии примерно 26 км к северу от города Иркутск, административного центра района и области.

## Население
| 2002 | 2010 | 2011 | 2012 |
| ---- | ---- | ---- | ---- |
| 410  | ↘387 | ↗390 | ↗394 |

### Половой состав
По данным Всероссийской переписи, в 2010 году в деревне проживало 387 человек (174 мужчины и 213 женщин).